# Hieròpolis de Cilícia
Hieròpolis (en llatí Hieropolis, en grec antic Ἱερόπολις) era una ciutat de Cilícia coneguda només per les seves monedes i no esmentada per cap autor clàssic.
Només se sap que era a la vora del riu Piramos. Les monedes mostren el nom amb la forma Hieropolis i no Hierapolis, que correspon a una ciutat de Frígia (Hieràpolis de Frígia) o en tot cas a una de Síria (Hieràpolis de Síria). Probablement va ser una ciutat sorgida al final de l'època hel·lenística o sota domini romà. Alguns autors l'han identificat amb Magarsa.